# Издајник
„Издајник“ је југословенски филм из 1964. године. Режирао га је Војислав Ракоњац Кокан, а сценарио је писао Мића Милић.

## Радња
Психолошка студија хероја који, после слома у мучилиштима Гестапоа, постаје свирепи убица својих некадашњих сарадника и пријатеља. Смрт је за њега представљала избављење.

## Улоге
| Глумац                | Улога            |
| --------------------- | ---------------- |
| Данило Бата Стојковић |                  |
| Олга Вујадиновић      |                  |
| Душан Ђурић           |                  |
| Неда Спасојевић       |                  |
| Вуксан Луковац        |                  |
| Мирослав Исаковић     |                  |
| Јован Грујић          |                  |
| Милан Лугомирски      |                  |
| Бранка Петрић         |                  |
| Владета Лукић         |                  |
| Мирослава Бобић       | (као Мира Бобић) |
| Милош Жутић           |                  |